# Trama narzykulovi
Trama narzykulovi är en insektsart. Trama narzykulovi ingår i släktet Trama och familjen långrörsbladlöss. Inga underarter finns listade i Catalogue of Life.